# Драгайцева Марія Петрівна
Марія Петрівна Драгайцева (17 квітня 1924 — 6 листопада 2018) — передовик радянського сільського господарства, доярка радгоспу «Мар'їно» Рильського району Курської області, Герой Соціалістичної Праці (1975).

## Біографія
Народилася 17 квітня 1924 року в селі Верхососеньє Малоархангельського повіту Орловської губернії (зараз — Покровський район Орловської області).
Освіта — початкова школа. На самому початку війни залишилася повною сиротою, довелося працювати. Разом з сестрою поїхала на торфорозробки. 
У 1947-1958 рр. працювала дояркою Катайського м'ясо-молочного радгоспу Курганської області.
У 1958 р. переїхала в Рильський район Курської області, працювала дояркою в радгоспі «Мар'їно».
Освоїла роботу спочатку з трьома, потім з чотирма доїльними апаратами, значно збільшивши обслуговуване поголів'я корів.
У 1974 р. отримала по своїй групі середній надій 5238 кг, а від корови-рекордсменки Берти — 10018 кг молока.
У 1978 році її корова Іволга дала 11375 кілограмів молока жирністю вище базисної.
Указом Президії Верховної Ради СРСР від 10 лютого 1975 року за видатні успіхи, досягнуті у Всесоюзному соціалістичному змаганні, і виявлену трудову доблесть у дострокове виконання завдань дев'ятої п'ятирічки і прийнятих зобов'язань по збільшенню виробництва і продажу державі продуктів землеробства і тваринництва присвоєно звання Героя Соціалістичної Праці.
Також вона нагороджена орденом Трудового Червоного Прапора, медалями.
З 1979 року на пенсії.
Проживала в сел. Учительське Рильського району Курської області. Померла 6 листопада 2018 року.

## Нагороди
- золота зірка «Серп і Молот» (10.02.1975)
- орден Леніна (10.02.1975)
- Орден Трудового Червоного Прапора (22.03.1966)
- інші медалі.